# Ford 999

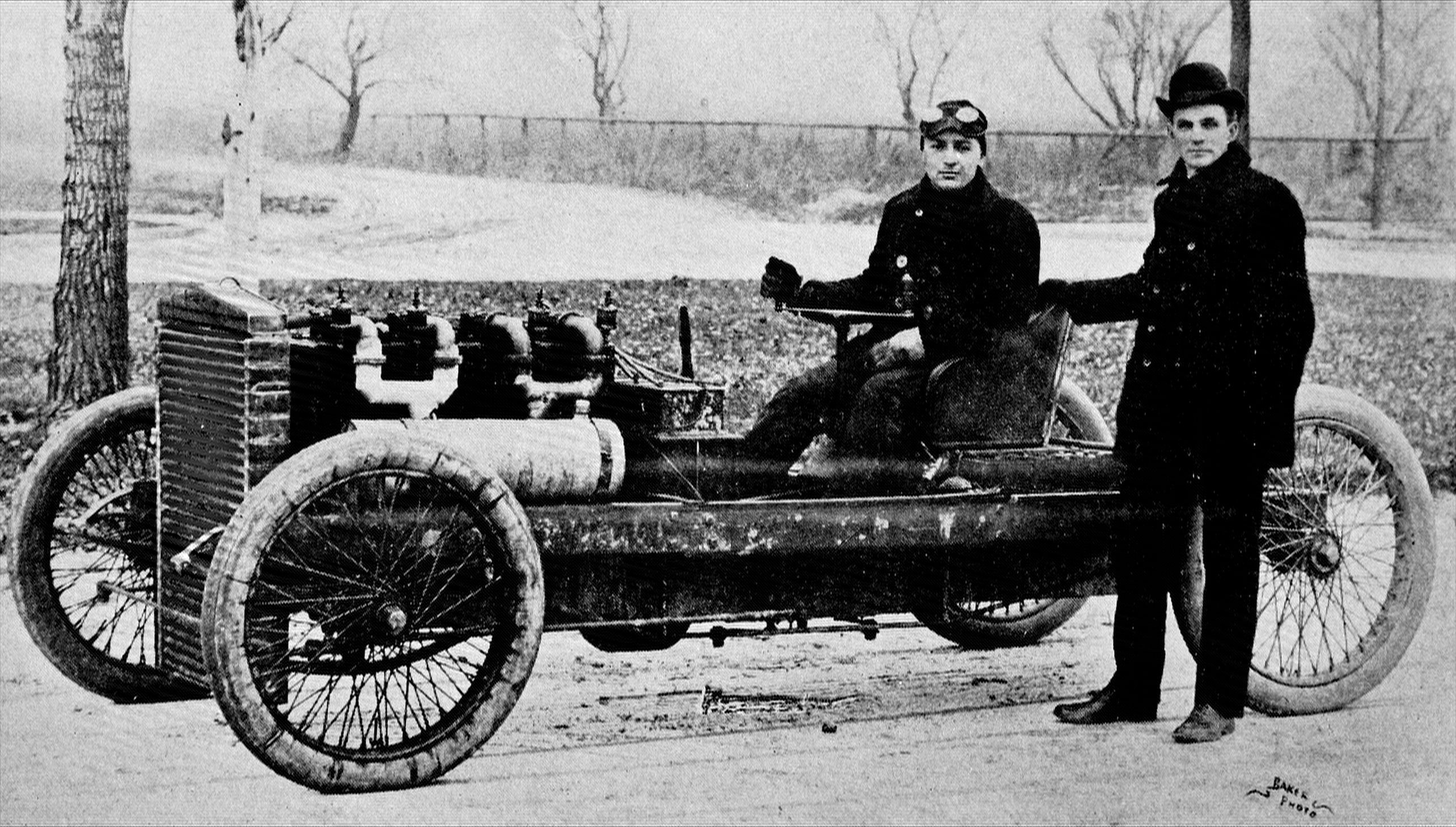
Henry Ford und Barney Oldfield mit dem Fahrzeug

Ford 999 ist ein Rennwagen. Hersteller war Ford aus den USA.

## Beschreibung
Henry Ford stellte das Fahrzeug im Sommer 1902 her. Zu seinem Team gehörten C. Harold Wills, Tom Cooper als Sponsor und Fahrer, Barney Oldfield als Fahrer und Harley Cunningham.
Der wassergekühlte Vierzylinder-Reihenmotor hat 7,25 Zoll Bohrung und 7 Zoll Hub. Umgerechnet sind das 184,15 mm und 177,8 mm, was 18.941 cm³ Hubraum ergibt. Zur Motorleistung gibt es unterschiedliche Angaben: etwa 50 PS, etwa 70 PS, 50 bis 100 PS und bis zu 100 PS.
Der Motor ist vorn längs im Fahrgestell eingebaut. Er treibt über eine Welle und einen Winkeltrieb die Hinterachse an.
Das Fahrzeug ist äußerst spartanisch ausgestattet, um Gewicht zu sparen. So gibt es nur einen Sitz für den Fahrer, aber keinen für den Beifahrer.
Das Original ist im Henry Ford Museum ausgestellt. In den 1960er Jahren wurde eine Nachbildung angefertigt.

## Rennen und Rekordfahrten
Oldfield gewann am 25. Oktober 1902 ein Fünf-Meilen-Rennen in Grosse Pointe.
Am 20. Juni 1903 gelang Oldfield erstmals eine Rundenzeit von unter einer Minute auf einer Ovalrennstrecke von einer Meile Länge.
Am 12. Januar 1904 fuhr Henry Ford persönlich einen Landgeschwindigkeitsrekord.